# 达德利·布拉德利
达德利·勒罗伊·布拉德利（英語：Dudley Leroy Bradley，1957年3月19日—），美国NBA联盟前职业篮球运动员。他在1979年的NBA选秀中第1轮第13顺位被印第安纳步行者选中。